# تشارلز ثورنتون
تشارلز ثورنتون (20 مارس 1850 - 10 ديسمبر 1929) (بالإنجليزية: Charles Thornton)‏ هو لاعب كريكت بريطاني وبريطاني (وحمل سابقاً جنسية المملكة المتحدة لبريطانيا العظمى وأيرلندا).

## وصلات خارجية
- تشارلز ثورنتون على موقع إي آس بي آن كريك إنفو (الإنجليزية)